# Pileostegia viburnoides
Pileostegia viburnoides là một loài thực vật có hoa trong họ Tú cầu. Loài này được Hook. f. & Thomson miêu tả khoa học đầu tiên năm 1858.

## Hình ảnh

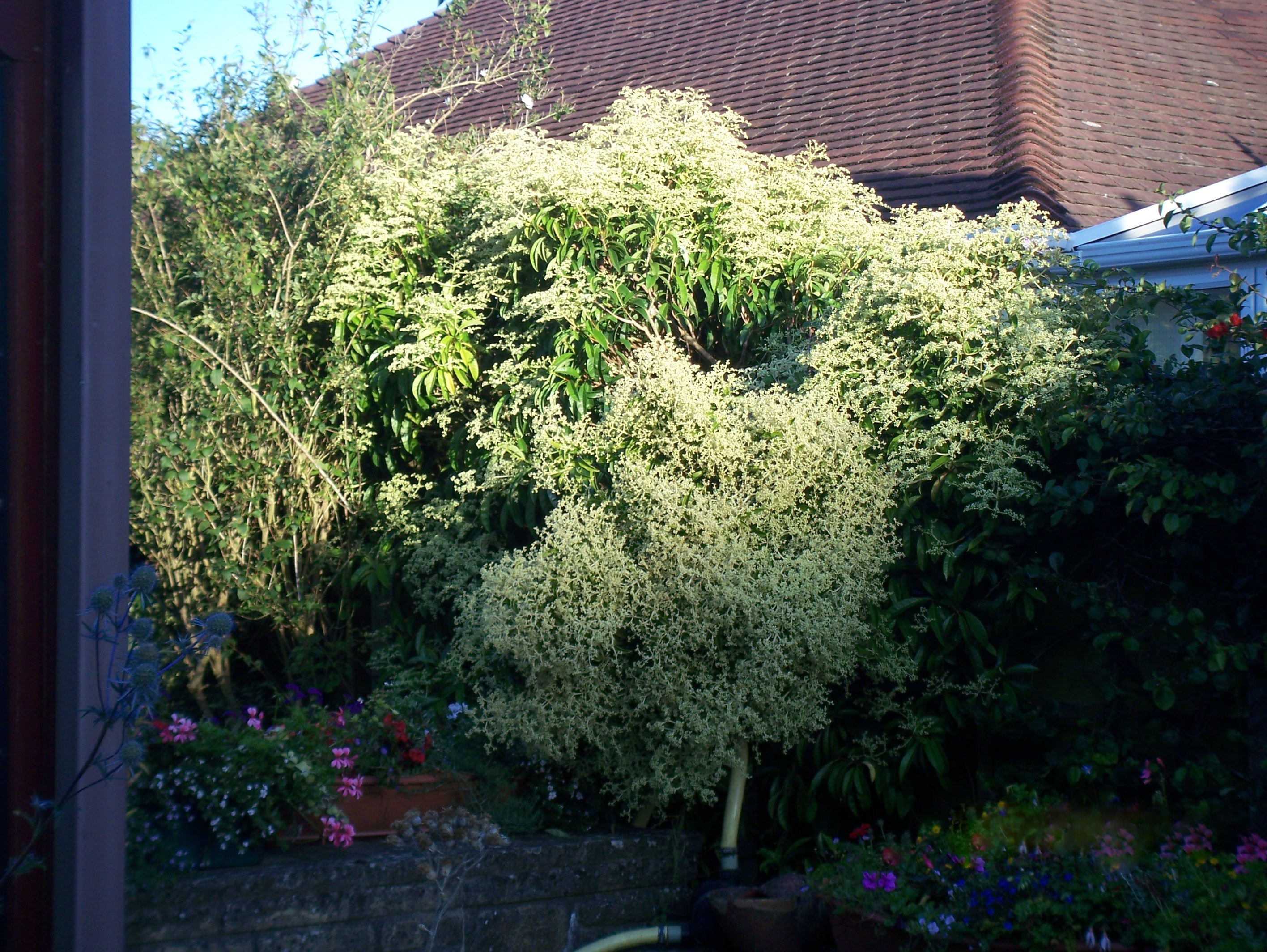
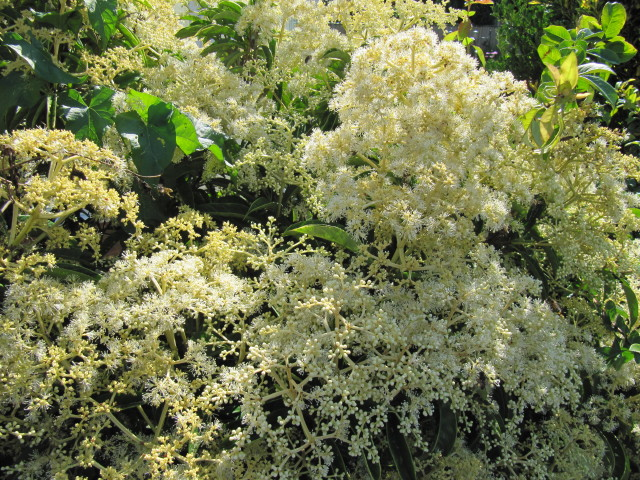
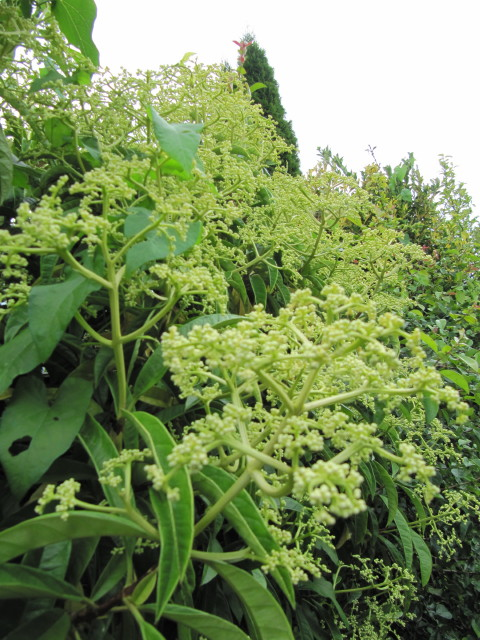
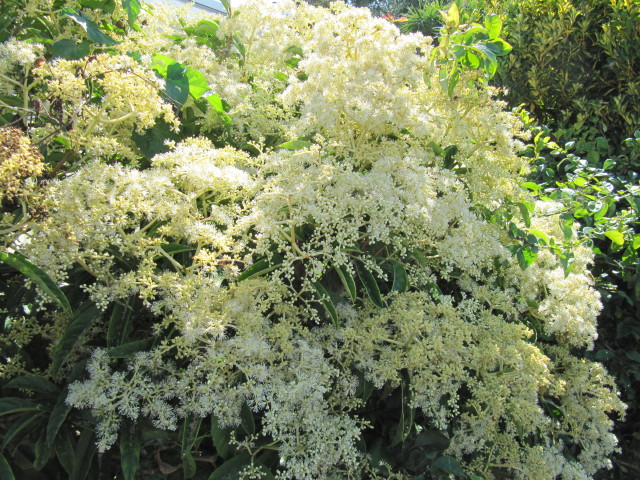